# ヘスス・ガジャルド
ヘスス・ダニエル・ガジャルド・バスコンセロス（Jesús Daniel Gallardo Vasconcelos 、1994年8月15日 - ）は、メキシコ・タバスコ州カルデナス出身のプロサッカー選手。メキシコ代表。CFモンテレイ所属。ポジションはMF。

## 経歴

### クラブ
UNAMプーマスの下部組織で育成され、2014年11月にトップチームデビュー。
2018年5月29日、CFモンテレイに移籍した。

### 代表
2016年10月、ニュージーランド代表との親善試合でメキシコ代表デビュー。
2018年夏、2018 FIFAワールドカップに参加した。

## 代表歴

### 出場大会
- メキシコ代表
  - 2018 FIFAワールドカップ
  - 2022 FIFAワールドカップ

### 試合数
- 国際Aマッチ 97試合 2得点（2016年-）[5]

| メキシコ代表 | 国際Aマッチ | 国際Aマッチ |
| 年           | 出場        | 得点        |
| ------------ | ----------- | ----------- |
| 2016         | 2           | 0           |
| 2017         | 16          | 0           |
| 2018         | 14          | 0           |
| 2019         | 12          | 0           |
| 2020         | 5           | 0           |
| 2021         | 19          | 0           |
| 2022         | 14          | 1           |
| 2023         | 15          | 1           |
| 2024         |             |             |
| 通算         | 97          | 2           |